# 昌原消防本部
昌原消防本部（チャンウォンしょうぼうほんぶ）は、大韓民国慶尚南道昌原市を管轄区域とする消防本部である。住所は慶尚南道昌原市鎮海区。

## 沿革
- 2012年1月1日　- 設置。慶尚南道消防本部から昌原市内の3消防署を移管。 鎮海消防署は廃止して昌原消防本部直属となる。

## 本部組織
- 消防本部長（地方消防准監または地方消防正）
  - 消防政策課（以下課長、室長は地方消防領）
  - 対応予防課
  - 消防行政課
  - 安全予防課
  - 対応救助課
  - 119総合状況室

## 消防署
消防本部と2消防署のもと、22の119安全センター、3の119救助隊、1消防艇隊を置く。

### 組織
- 署長（地方消防正）
  - 消防行政課（課長は地方消防領。以下同じ）
  - 安全予防課
  - 対応救助課
  - 119安全センター（センター長は地方消防警または地方消防尉）
  - 119救助隊（隊長は地方消防警または地方消防尉）：消防本部と2消防署に各1隊置く。
  - 消防艇隊（隊長は地方消防警または地方消防尉）：馬山消防署に置く。

### 消防署一覧
各消防署及び所属119安全センターの名称、消防艇隊の有無は以下の通り。
| 消防署     | 119安全センター                                                    | 消防艇隊 |
| ---------- | ------------------------------------------------------------------ | -------- |
| 本部       | 豊湖、大興、泥洞、熊東、龍院                                       | ×        |
| 昌原消防署 | 新月、外洞、召畓、鳳谷、車龍、加音丁、大元、東邑、熊南、北面、大山 | ×        |
| 馬山消防署 | 中央、南城、三鎮、石田、陽鳳、亀岩、内西、虎渓                     | ○        |